# 最近のヒロシ。
『最近のヒロシ。』（さいきんのヒロシ。）は、田丸浩史による日本の漫画作品。2001年から2002年にかけて『月刊エースネクスト』、『エース桃組』にて連載されていた。
作者の田丸が自身の日常生活をネタにして描写するという作品。単行本は2002年に1巻が刊行され、2003年以降に続刊の予定があったが中止になり、1巻に未収録の連載分は、書き下ろしと共に同人誌で補完されていた。その後の2010年には同人誌などの掲載分も追加した『ここ10年分のヒロシ。』が刊行された。

## 単行本
いずれも角川書店より刊行。
- 『最近のヒロシ。』 ISBN 978-4-0471-3517-8
- 『ここ10年分のヒロシ。』 ISBN 978-4-0492-6268-1